# میشل پابلو
میخالیس ان. راپتیس (به یونانی: Μιχάλης Ν. Ράπτης) ملقب به میشل پابلو (به یونانی: ‎Μισέλ Πάμπλο)‏ (۱۹۱۱-۱۹۹۶) دبیر بین‌المللی "انترناسیونال چهارم" پس از جنگ جهانی دوم بود.
میشل پابلو، یک تروتسکیت یونانی‌تبار بود و در حکومت سوسیالیست الجزایر به رهبری احمد بن بلا، وزیر بود.